# Tivadar Monostori
Tivadar Monostori (Felsőgalla, 24 de agosto de 1936 - 18 de março de 2014) foi um futebolista húngaro, que atuava como atacante.

## Carreira
Tivadar Monostori fez parte do elenco da Seleção Húngara de Futebol, na Copa do Mundo de 1958, 1962.

## Ligações Externas
- Perfil em Fifa.com Arquivado em 17 de julho de  2015, no Wayback Machine. (em inglês)